# 煙霧探測器

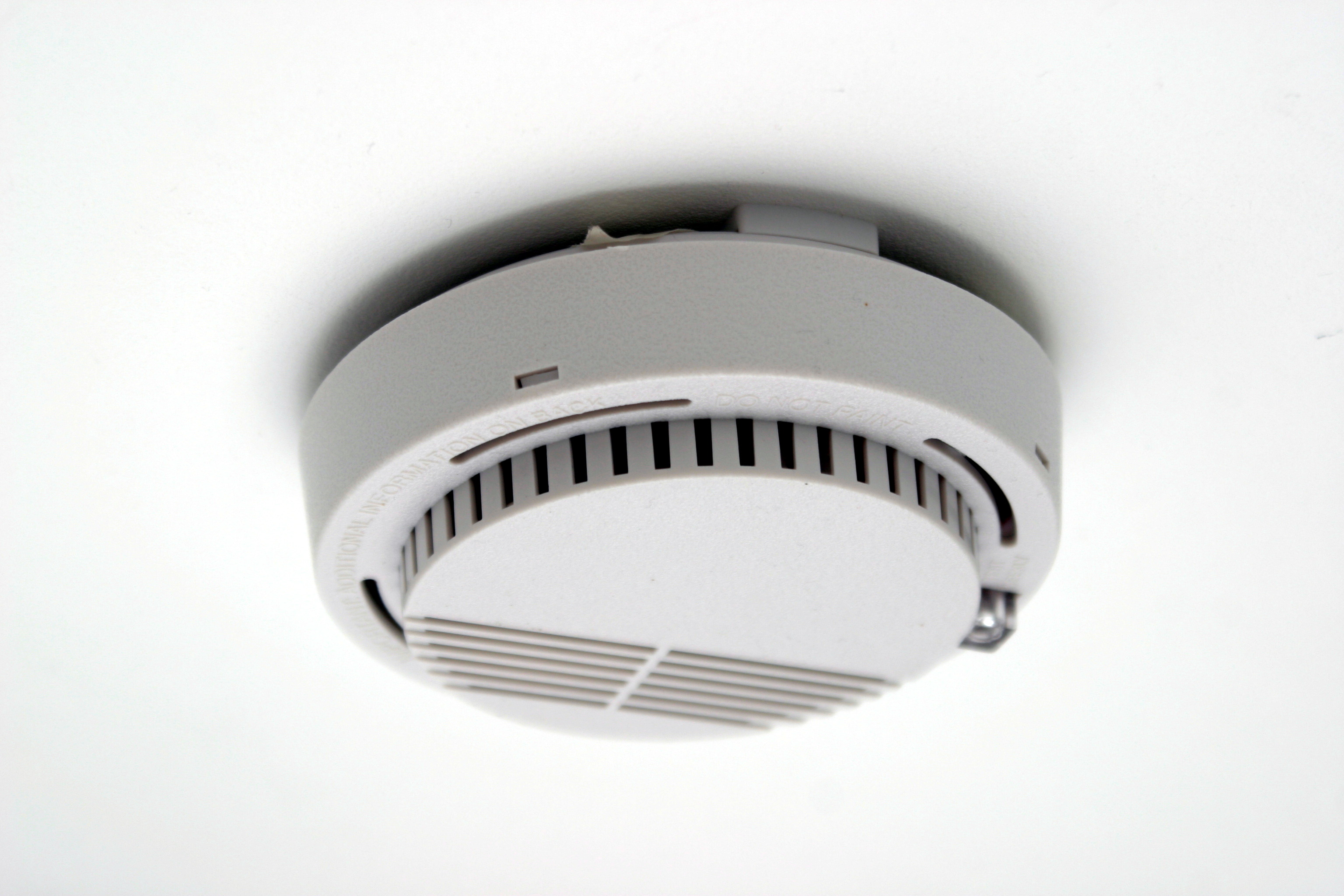
安装在天花板上的烟雾探测器

烟雾探测器是一种感测烟雾並觸發警報的设备，可以用來預防火灾，或是在禁煙區检测煙霧以阻止人們在附近吸烟。 烟雾探测器通常安装在塑料外壳內，通过光电或电离检测烟雾。  
使用烟雾探測器可以使死于火灾的风险降低一半。根據美國消防協會的报告，2009-2013年間，在每100起火灾中，装有烟雾探測器的房屋有0.53人死亡，而没有烟雾报警器的房屋中则有1.18人死亡。 